# 基于感知的量化器
基于感知的量化器（英語：Perceptual Quantizer）或感知量化（英語：Perceptual Quantization）是一种用于高動態範圍（HDR）图像的传递函数。它可用于亮度水平在0.0001尼特到10000尼特间的图像的复现。
PQ是一种基于人类视觉对条带的感知的非线性传递函数，它在编码HDR内容时较BT.1886更为高效。仅使用12位色深，PQ便可以将条带控制在人类可感知的范围外。而同等峰值亮度下，BT.1886需要15位色深才能达到类似效果。
PQ由杜比开发，2014年由电影电视工程师协会（SMPTE）标准化为SMPTE ST 2084。2016年，ITU在Rec.2100中推荐HDR TV使用HLG和PQ两种传递函数。
PQ是多种HDR视频格式的基础（如杜比视界、HDR10和HDR10+），也被用于HDR静态图像格式。PQ与BT.1886 EOTF（即SDR使用的伽马曲线）不兼容，而HLG与后者相兼容。

## 技术细节
PQ EOTF（电光传递函数）如下：
{\displaystyle F_{D}=EOTF[E']=10000\left({\frac {\max[(E'^{1/m_{2}}-c_{1}),0]}{c_{2}-c_{3}\cdot E'^{1/m_{2}}}}\right)^{1/m_{1}}}
PQ逆EOTF如下：
{\displaystyle E'=EOTF^{-1}[F_{D}]=\left({\frac {c_{1}+c_{2}\cdot Y^{m_{1}}}{1+c_{3}\cdot Y^{m_{1}}}}\right)^{m_{2}}}
其中：
- {\displaystyle E'}代表非线性信号值，范围为{\displaystyle \left[0,1\right]}。
- {\displaystyle F_{D}}代表显示亮度，单位为cd/m2（坎德拉/平方米）
- {\displaystyle Y=F_{D}/10000}是标准化的线性显示值，范围为[0:1]（其中{\displaystyle Y=1}代表峰值亮度10000cd/m2
- {\displaystyle m_{1}={\frac {2610}{16384}}={\frac {1305}{8192}}=0.1593017578125}
- {\displaystyle m_{2}=128{\frac {2523}{4096}}={\frac {2523}{32}}=78.84375}

- {\displaystyle c_{1}={\frac {3424}{4096}}={\frac {107}{128}}=0.8359375=c_{3}-c_{2}+1}
- {\displaystyle c_{2}=32{\frac {2413}{4096}}={\frac {2413}{128}}=18.8515625}
- {\displaystyle c_{3}=32{\frac {2392}{4096}}={\frac {2392}{128}}=18.6875}

## 扩展阅读
- 应用在图像中的传递函数
- HDR电视